# 2022年愛達荷州州務卿選舉
2022年愛達荷州州務卿選舉將於2022年11月8 日舉行，以選舉下一任愛達荷州州務卿。現任共和黨州務卿勞倫斯·丹尼有資格尋求連任，但拒絕競選第三個任期。